# Boek der Liederen
Het Boek der Liederen (Shijing), ook wel Boek der Oden of Liederen volgens de traditie van Mao (Maoshi) genoemd, is een verzameling van 305 zeer oude Chinese gedichten. De liederen stammen uit de tijd tussen de elfde en de zesde eeuw v.Chr. Het boek behoort tot de Vijf Klassieken en daarmee ook tot de Confucianistische Klassieken. Het werk heeft een bijzonder grote invloed uitgeoefend op de Chinese cultuur. Sinds de Han-tijd is Shijing het werk dat door Chinese geleerden het meest is geciteerd. Die citaten werden vaak gebruikt om ingenomen standpunten te verduidelijken of om op verdekte wijze een bepaald standpunt te kunnen innemen.

## Ontstaan

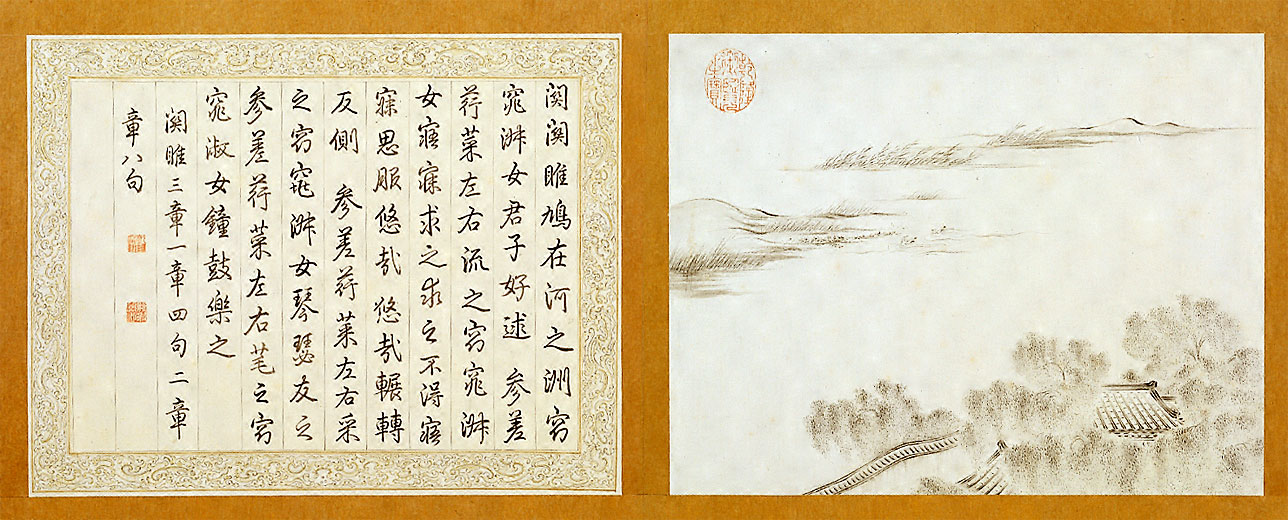
Pagina uit het Boek der Liederen. De tekst is door Keizer Qianlong (1735-1796) persoonlijk gekalligrafeerd (Nationaal Paleismuseum, Taipei, Taiwan)

Volgens de traditie is het materiaal voor Shijing bijeengebracht door ambtenaren. Zij moesten in opdracht van het Zhou-hof uit alle delen van het rijk liederen verzamelen die door het volk werden gezongen. Volgens Shiji zou Confucius uit de meer dan 3000 liederen een selectie hebben gemaakt. Die werd geplaatst in Shijing. Of Confucius daadwerkelijk Shijing heeft samengesteld is twijfelachtig. Wel hebben Confucius en zijn directe volgelingen regelmatig uit Shijing geciteerd. Nu wordt aangenomen dat Shijing reeds in de 6e eeuw v.Chr. bestond, vermoedelijk onder de naam Driehonderd gedichten (詩三百, Shi sanbai).
Shijing werd verboden onder de Qin. Drie geleerden hebben daarop het werk uit het hoofd geleerd, waardoor er aan het begin van de Han-tijd drie versies bestonden. Zij waren afkomstig van Shen Pei Gong (申培公) uit Lu 魯, Yuan Gu Sheng (轅固生) uit Qi 齊 en Han Sheng (韓生) uit Han. Deze versies staan bekend als het Commentaar van de drie scholen (San Jia Shi, 三家诗) en behoorden mogelijk tot de nieuwe tekst (jinwen). Deze versies zijn verloren geraakt, de versie uit Lu als laatste, rond 300 na Chr. Er bestaat nog wel een commentaar op de versie uit Han, Hanshi waizhuan (韓詩外傳, letterlijk: Commentaar van buitenaf op de Han liederen), die anekdotes over morele kwesties bevat. De enige bewaard gebleven versie en daarmee de basis voor het huidige werk is gebaseerd op een manuscript afkomstig uit de verzameling van Mao Heng (毛亨). Dit werd eind 2e eeuw v.Chr. overhandigd aan prins Xian van Hejian (河間獻王), vader van de latere keizer Wudi. Het werk werd van een toelichting voorzien door Mao Heng en zijn zoon Mao Chang (毛萇). Shijing wordt daarom ook wel Maoshi genoemd. Zij behoorde mogelijk tot de oude tekst (guwen).
Maoshi werd rond het begin van onze jaartelling de officiële versie van Shijing. Zheng Xuan (鄭玄 127-200) voorzag het werk van een belangrijk, confucianistisch commentaar. Keizer Taizong (627-649) wenste de 'juiste betekenis van de Vijf Klassieken' (Wujing zhengyi, 五經正義) vast te stellen en gaf Kong Yingda (孔穎達 574-648) opdracht tot het schrijven van een commentaar op Maoshi. Dat werd maoshi zhengyi (毛詩正義, de juiste betekenis van Maoshi) en werd toen beschouwd als de standaardversie.
Rond 1177 voltooide Zhu Xi zijn Shiji zhuan (詩集傳, het Boek der Liederen voorzien van commentaar). Zijn uitleg was gedurende de hierop volgende zeshonderd jaar de meest gezaghebbende. Volgens hem bevatte Shijing ook erotische gedichten. Het waren weliswaar 'verdorven gedichten' (yinshi, 淫詩), maar zij waren door Confucius toegevoegd om te laten zien hoe men zich niet moest gedragen. Hij verwierp daarmee de moralistische uitleg die zijn voorgangers aan de erotische gedichten hadden gegeven.

## Samenstelling
In Shijing worden in totaal 311 gedichten genoemd. Van zes daarvan is de tekst verloren geraakt en is slechts de titel bekend. De overige 305 zijn verdeeld in 4 categorieën: 160 volkswijsjes van de staten, 74 kleine lofzangen, 31 grote lofzangen en 40 hymnen. In onderstaande tabel is de doorlopende nummering van de 305 volledig overgeleverde liederen die van de klassieke Mao-school uit de Han-tijd. De titel van elk gedicht is steeds ontleend aan woorden uit de eerste versregel. De hieronder weergegeven titelvertalingen zijn van Johan Schotman (1892-1976) uit zijn in 1969 uitgegeven Sji Tsjing (zij het dat eigennamen zijn herschreven in pinyin).

### Volkswijsjes
De 160 volkswijsjes (feng, 風 ook wel guofeng, 國風, volkswijsjes van de staten), hebben het karakter van volksliedjes. Zij zijn ontstaan in de achtste en zevende eeuw v.Chr. en behandelen alle aspecten van het dagelijkse leven. De liefde wordt in zeer directe bewoordingen beschreven. In de latere confucianistische traditie werd het morele aspect van de liefde benadrukt, westerse wetenschappers benadrukken eerder het volkse karakter. De meeste gedichten zijn kort. Elke versregel bestaat uit vier syllaben, een stanza uit vier of zes van zulke regels en een gedicht uit twee of drie stanza's. De liederen zijn uitgesplitst naar vijftien staten van de Noordchinese laagvlakte. Mogelijk gaat het hier om volkswijsjes uit deze staten zelf, die daarna zijn bewerkt aan het hof van Zhou.
| Boek | Nr.     | Titel | Vertaling | Opmerkingen                                  |
| ---- | ------- | --- | --- | -------------------------------------------- |
| 1    | 1-11    | Zhounan feng (周南風): 1. (1) Guan ju (關雎) 2. (2) Ge tan (葛覃) 3. (3) Juan er (卷耳) 4. (4) Jiu mu (樛木) 5. (5) Zhong si (螽斯) 6. (6) Tao yao (桃夭) 7. (7) Tu ju (兔罝) 8. (8) Fou yi (芣苢) 9. (9) Han guang (漢廣) 10. (10) Ru fen (汝墳) 11. (11) Lin zhi zhi (麟之趾) | Liederen uit Zhou en de zuidelijke staten: 1. De visdiefjes 2. De woekerende slingerboom 3. De stekelnoot 4. Treurende bomen 5. De sprinkhanen 6. De schone perzikboom 7. De hazenvanger 8. Weegbreezaad 9. De brede Han (rivier) 10. Langs de oevers van de Ru (Hongrivier) 11. De hoeven van de eenhoorn |                                              |
| 2    | 12-25   | Shaonan feng (召南風): 1. (12) Que chao (鵲巢) 2. (13) Cai fan (采蘩) 3. (14) Cao chong (草蟲) 4. (15) Cai pin (采蘋) 5. (16) Gan tang (甘棠) 6. (17) Xing lu (行露) 7. (18) Gao yang (羔羊) 8. (19) Yin qi lei (殷其靁) 9. (20) Biao you mei (摽有梅) 10. (21) Xiao xing (小星) 11. (22) Jiang you si (江有汜) 12. (23) Ye you si jun (野有死麕) 13. (24) He bi nong yi (何彼襛矣) 14. (25) Zou yu (騶虞) | Liederen uit het vorstendom Shao en de zuidelijke staten: 1. Het eksternest 2. Alsem plukken 3. De krekels 4. Eendenkroos vergaren 5. De wilde peer 6. De bedauwde weg 7. In lamsvel 8. Zwaar onweer 9. Vallende pruimen 10. Kleine sterren 11. De Jiang heeft armen 12. Dode antilope 13. Bloesemweelde 14. De brenger der vruchtbaarheid |                                              |
| 3    | 26-44   | Bei feng (邶風) 1. (26) Bo zhou (柏舟) 2. (27) Lu yi (綠衣) 3. (28) Yan yan (燕燕) 4. (29) Ri yue (日月) 5. (30) Zhong feng (終風) 6. (31) Ji gu (擊鼓) 7. (32) Kai feng (凱風) 8. (33) Xiong zhi (雄雉) 9. (34) Pao you ku ye (匏有苦葉) 10. (35) Gu feng (谷風) 11. (36) Shi wei (式微) 12. (37) Mao qiu (旄丘) 13. (38) Jian xi (簡兮) 14. (39) Quan shui (泉水) 15. (40) Bei men (北門) 16. (41) Bei feng (北風) 17. (42) Jing nu (靜女) 18. (43) Xin tai (新臺) 19. (44) Er zi cheng zhou (二子乘舟) | Liederen uit het vorstendom Bei 1. De boot van cipressenhout 2. Het groene kleed 3. Twee zwaluwen 4. Zon en maan 5. De storm 6. Tromgeroffel 7. De milde wind 8. De fazantenhaan 9. De bittere pompoen 10. De oostenwind 11. Slap bewind 12. De heuvelhelling 13. O hoe prachtig! 14. Het bronwater 15. De noorderpoort 16. Noordenwind 17. Het ingetogen meisje 18. De nieuwe toren 19. Twee zoons te scheep gegaan | Het vorstendom Bei ligt in de staat Wei      |
| 4    | 45-54   | Yong feng (鄘風) 1. (45) Bo zhou (柏舟) 2. (46) Qiang you ci (牆有茨) 3. (47) Jun zi xie lao (君子偕老) 4. (48) Sang zhong (桑中) 5. (49) Chun zhi ben ben (鶉之奔奔) 6. (50) Ding zhi fang zhong (定之方中) 7. (51) Di dong (蝃蝀( 8. (52) Xiang shu (相鼠) 9. (53) Gan mao (干旄) 10. (54) Zai chi (載馳) | Liederen uit het vorstendom Yong 1. 't Bootje van cipressenhout 2. De begroeide muur 3. Vorstelijke levensgezellin 4. Tussen de moerbeibomen 5. Snel, snel zijn de kwartels 6. Het bepalen van het midden 7. De regenboog 8. Zie de rat 9. De ossenstaartvaren 10. Haastige reis |                                              |
| 5    | 55-64   | Wei feng (衛風) 1. (55) Qi yu (淇奧) 2. (56) Kao pan (考槃) 3. (57) Shuo ren (碩人) 4. (58) Mang (氓) 5. (59) ZhugGan(竹竿) 6. (60) Wan lan (芄蘭) 7. (61) He guang (河廣) 8. (62) Bo xi (伯兮) 9. (63) You hu (有狐) 10. (64) Mu gua (木瓜) | Liederen uit het vorstendom Wei 1. Het bosje aan de Qi 2. De oude hut 3. Grote gestalte 4. Die man 5. De bamboehengel 6. Het venusschoentje 7. Brede rivier 8. O, mijn heer! 9. Daar is een vos 10. De kweepeer | Ook getranscribeerd als Wey                  |
| 6    | 65-74   | Wang feng (王風) 1. (65) Shu li (黍離) 2. (66) Jun zi yu yi (君子于役) 3. (67) Jun zi yang yang (君子陽陽) 4. (68) Yang zhi shui (揚之水) 5. (69) Zhong gu (中谷有蓷) 6. (70) Tu yuan (兔爰) 7. (71) Ge lei (葛藟) 8. (72) Cai ge (采葛) 9. (73) Da che (大車) 10. (74) Qiu zhong you ma (丘中有麻) | Liederen uit het Koninklijk Domein 1. Golvende gepluimde gierst 2. Ten strijde trok mijn heer 3. Mijn heer straalt van plezier 4. Wegspoelend water 5. Midden in 't dal is moederkruid 6. De voorzichtige haas 7. De wingerdsoorten 8. Wingerd zoeken 9. De staatsiekoets 10. Op de heuvels groeit er vlas | Bedoeld is het koninklijk domein van de Zhou |
| 7    | 75-95   | Zheng feng (鄭風) 1. (75) Zi yi (緇衣) 2. (76) Jiang Zhongzi (將仲子) 3. (77) Shu yu tian (叔于田) 4. (78) Da Shu yu tian (大叔于田) 5. (79) Qing ren (清人) 6. (80) Gao qiu (羔裘) 7. (81) Zun da lu(遵大路) 8. (82) Nu yue ji ming (女曰雞鳴) 9. (83) You nu tong che (有女同車) 10. (84) Shan you fu su (山有扶蘇) 11. (85) Tuo xi (蘀兮) 12. (86) Jiao tong (狡童) 13. (87) Qian chang (褰裳) 14. (88) Feng (丰) 15. (89) Dong men zhi shan (東門之墠) 16. (90) Feng yu (風雨) 17. (91) Zi jin (子衿) 18. (92) Yang zhi shui (揚之水) 19. (93) Chu qi dong men (出其東門) 20. (94) Ye you man cao (野有蔓草) 21. (95) Zhen Wei (溱洧) | Liederen uit het vorstendom Zheng 1. 't Zwart zijden kleed 2. Verzoek aan Zhong Zi 3. Shu op jacht 4. Het grote "Shu op jacht" 5. De mannen van Qing 6. Het lamsvel 7. Langs de grote weg 8. Meisje: 't is dag, de haan kraait 9. Er zat een meisje in mijn wagen 10. De berg heeft geurend tijm 11. Verwelkte blaren! 12. O, die nare jongen! 13. De opgetilde rok 14. Elegant 15. Aan de oostpoort is een vlakte 16. Wind en regen 17. De diepblauwe kraag 18. De vloed 19. Als ik de oostpoort uit ga 20. In de ruigten groeien rapen 21. De Zhen en de Wei |                                              |
| 8    | 96-106  | Qi feng (齊風) 1. (96) Ji ming (雞鳴) 2. (97) Xuan (還) 3. (98) Zhu (著) 4. (99) Dong fang zhi ri (東方之日) 5. (100) Dong fang wei ming (東方未明) 6. (101) Nan shan (南山) 7. (102) Fu tian (甫田) 8. (103) Lu ling (盧令) 9. (104) Bi gou (敝笱) 10. (105) Zai qu (載驅) 11. (106) Yi jie (猗嗟) | Liederen uit het vorstendom Qi 1. De haan kraait 2. Vlotheid 3. Het poortmuurtje 4. Toen de zon in 't oosten stond 5. In 't oosten nog geen licht 6. Het zuidelijk gebergte 7. De grote akker 8. De honden rinkelen 9. De versleten fuik 10. De snelle rit 11. Hoe droevig! |                                              |
| 9    | 107-113 | Wei feng (魏風) 1. (107) Ge ju (葛屨) 2. (108) Fen ju ru (汾沮洳) 3. (109) Yuan you tao (園有桃) 4. (110) Zhi hu (陟岵) 5. (111) Shi mu zhi jian (十畝之閒) 6. (112) Fa tan (伐檀) 7. (113) Shuo shu (碩鼠) | Liederen uit het vorstendom Wei 1. Gevlochten sandalen 2. Het drassig land bij de Fen 3. De perzikboom in mijn tuin 4. De begroeide heuvel 5. Op die tien are 6. Hardhout hakken 7. Grote ratten |                                              |
| 10   | 114-125 | Tang feng (唐風) 1. (114) Xi shuai (蟋蟀) 2. (115) Shan you shu (山有樞) 3. (116) Yang zhi shui (揚之水) 4. (117) Jiao liao (椒聊) 5. (118) Chou mou (綢繆) 6. (119) Di du (杕杜) 7. (120) Gao qiu (羔裘) 8. (121) Bao yu (鴇羽) 9. (122) Wu yi(無衣) 10. (123) You di zhi du (有杕之杜) 11. (124) Ge sheng (葛生) 12. (125) Cai ling (采苓) | Liederen uit het vorstendom Tang 1. De krekels 2. De berg heeft mastbomen 3. Het woelige water 4. De peperstruik 5. Samengebonden 6. De eenzame wilde peer 7. Gekleed in lamsvel 8. Fladderende buizerds 9. Geen kleren 10. Er staat een eenzame perenboom 11. Een kruipplant woekert 12. Truffels zoeken |                                              |
| 11   | 126-135 | Qin feng (秦風) 1. (126) Che lin (車鄰) 2. (127) Si tie (駟驖) 3. (128) Xiao rong (小戎) 4. (129) Jian jia (蒹葭) 5. (130) Zhong Nan (終南) 6. (131) Huang niao (黃鳥) 7. (132) Chen feng (晨風) 8. (133) Wu yi (無衣) 9. (134) Wei Yang (渭陽) 10. (135) Quan yu (權輿) | Liederen uit het vorstendom Qin 1. De knarsende wagen 2. De vier appelschimmels 3. De kleine strijdkar 4. Het zeggegras 5. De Zhong Nan 6. De gele vogels 7. De valk 8. Geen kleren 9. Naar Wei Yang 10. Het gul begin |                                              |
| 12   | 136-145 | Chen feng (陳風) 1. (136) Wan Qiu (宛丘) 2. (137) Dong men zhi fen (東門之枌) 3. (138) Heng men (衡門) 4. (139) Dong men zhi chi (東門之池) 5. (140) Dong men zhi yang (東門之楊) 6. (141) Mu men (墓門) 7. (142) Fang you que chao (防有鵲巢) 8. (143) Yue chu (月出) 9. (144) Zhu lin (株林) 10. (145) Ze po (澤陂) | Liederen uit het vorstendom Chen 1. Op de Wan Qiu 2. De olmen bij de oostpoort 3. De bovenbalk bij de deur 4. De vijver bij de oostpoort 5. De populieren aan de oostpoort 6. De graven aan de poort 7. In de oeverwal een eksternest 8. De maan rijst op 9. Het bos van Zhu 10. De walkant van 't moeras |                                              |
| 13   | 146-149 | Gui feng (檜風) 1. (146) Gao qiu (羔裘) 2. (147) Su guan (素冠) 3. (148) Xi you chang chu (隰有萇楚) 4. (149) Fei feng (匪風) | Liederen uit het vorstendom Gui 1. De jas van lammerbont 2. Witte mutsen 3. In het dal staan bessenstruiken 4. Niet om de wind |                                              |
| 14   | 150-153 | Cao feng (曹風) 1. (150) Fu you (蜉蝣) 2. (151) Hou ren (候人) 3. (152) Shi jiu (鳲鳩) 4. (153) Xia quan (下泉) | Liederen uit het vorstendom Cao 1. De eendagsvlieg 2. De mannen van de lijfwacht 3. De tortelduiven 4. Neer uit de bron |                                              |
| 15   | 154-160 | Bin feng (豳風) 1. (154) Qi yue (七月) 2. (155) Chi xiao (鴟鴞) 3. (156) Dong shan (東山) 4. (157) Po fu (破斧) 5. (158) Fa ke (伐柯) 6. (159) Jiu yu (九罭) 7. (160) Lang ba (狼跋) | Liederen uit Bin 1. De zevende maan 2. De katuil 3. De bergen in het oosten 4. Gebroken bijlen 5. Een steel snijden 6. Negen vissen 7. De wolf struikelt | Bin is het kerngebied van de Westelijke Zhou |

### Kleine lofzangen
De 74 kleine lofzangen (Xiaoya, 小雅) beschrijven het leven van de adel en zijn waarschijnlijk door edellieden geschreven. Zij stammen uit de negende en achtste eeuw v.Chr. en zijn onderverdeeld in groepen van tien gedichten (zishi, 之什):
| Boek | Nr.     | Titel | Vertaling | Opmerkingen |
| ---- | ------- | --- | --- | --- |
| 1    | 161-169 | Lu ming zhishi (鹿鳴之什) 1. (161) Lu ming (鹿鳴) 2. (162) Si mu (四牡) 3. (163) Huang huang zhe hua (皇皇者華) 4. (164) Chang di (常棣) 5. (165) Fa mu (伐木) 6. (166) Tian bao (天保) 7. (167) Cai wei (采薇) 8. (168) Chu che (出車) 9. (169) Di du (杕杜) 10. (---) Nan gai (南陔)                                       | Het tiental van de Roep van het hert 1. De herten roepen 2. De vier hengsten 3. Schitterend zijn de bloemen 4. Trouwe broederliefde 5. Men hakt het hout 6. De Hemel behoede u 7. Varens plukken 8. De wagens rijden uit 9. De eenzame wilde peer 10. De zuidelijke bergrand                                                | Van gedicht nummer 10 is alleen de melodie behouden gebleven. |
| 2    | 170-174 | Bai hua zhishi (白華之什) 1. (---) Bai hua (白華) 2. (---) Hua shu (華黍) 3. (170) Yu li (魚麗) 4. (---) You geng (由庚) 5. (171) Nan you jia yu (南有嘉魚) 6. (---) Chong qiu (崇丘) 7. (172) Nan shan you tai (南山有臺) 8. (---) You yi (由儀) 9. (173) Liao xiao (蓼蕭) 10. (174) Zhan lu (湛露)                         | Het tiental van De witte bloemen 1. Witte bloemen 2. Gierstezaad 3. Sierlijke vissen 4. --- (Uit het voorwoord van Maoshi: "alle dingen volgen hun eigen weg") 5. Het zuiden heeft prachtige vis 6. De gewijde heuvel 7. Ten zuiden der bergen groeit zeebies 8. Juist gedrag 9. De grote artemisia 10. Doordrenkt van dauw | Van gedicht 1 en 2 is alleen de melodie behouden gebleven. Van de gedichten 4, 6 en 8 is alleen de naam behouden gebleven en zijn zowel de tekst als de muziek verloren gegaan. |
| 3    | 175-184 | Tong gong zhishi (彤弓之什) 1. (175) Tong gong (彤弓) 2. (176) Jing jing zhe e (菁菁者莪) 3. (177) Liu yue (六月) 4. (178) Cai qi (采芑) 5. (179) Che gong (車攻) 6. (180) Ji ri (吉日) 7. (181) Hong yan (鴻雁) 8. (182) Ting liao (庭燎) 9. (183) Mian shui (沔水) 10. (184) He ming (鶴鳴)                                | Het tiental van De rode boog 1. De rode boog 2. Welig groeit de dragonplant 3. De zesde maan 4. Witlof garen 5. Sterke wagens 6. De gunstige dag 7. De wilde ganzen 8. De toortsen in de hal 9. Het brede water 10. De kraanvogel roept                                                                                     | |
| 4    | 185-194 | Qi fu zhishi (祈父之什) 1. (185) Qi fu (祈父) 2. (186) Bai ju (白駒) 3. (187) Huang niao (黃鳥) 4. (188) Wo Xing qi ye (我行其野) 5. (189) Si gan (斯干) 6. (190) Wu yang (無羊) 7. (191) Jie nan shan (節南山) 8. (192) Zheng yue (正月) 9. (193) Shi yue zi jiao (十月之交) 10. (194) Yu wu zheng (雨無正)                 | Het tiental van De bede aan de minister van oorlog 1. Bede aan de minister van oorlog 2. Het witte veulen 3. De gele vogels 4. Ik loop door deze wildernis 5. De klare dalstroom 6. Geen schapen? 7. De zuidelijke berg- en heuvelkam 8. In de eerste maan 9. Toen zon en maan elkaar ontmoetten 10. Ongerechte Hemelregen  | |
| 5    | 195-204 | Xiao min zhishi (小旻之什) 1. (195) Xiao Min (小旻) 2. (196) Xiao Wan (小宛) 3. (197) Xiao Bian (小弁) 4. (198) Qiao Yan (巧言) 5. (199) He Ren Si (何人斯) 6. (200) Xiang Bo (巷伯) 7. (201) Gu Feng (谷風) 8. (202) Liao E (蓼莪) 9. (203) Da Dong (大東) 10. (204) Si Yue (四月)                                          | Het tiental Zonder genade 1. Zonder genade 2. Kleine beleefdheden 3. Gefladder 4. Vleierstaal 5. Wat voor man is dat? 6. Achterklap 7. Oostenwind 8. Het bittere dragonkruid 9. Het grote Oosten 10. De vierde maand | |
| 6    | 205-214 | Bei shan zhishi (北山之什) 1. (205) Bei shan (北山) 2. (206) Wu jiang da che (無將大車) 3. (207) Xiao ming (小明) 4. (208) Gu zhong (鼓鍾) 5. (209) Chu ci (楚茨) 6. (210) Xin nan shan (信南山) 7. (211) Fu tian (甫田) 8. (212) Da tian (大田) 9. (213) Zhan bi Luo yi (瞻彼洛矣) 10. (214) Chang chang zhe hua (裳裳者華) | Het tiental van de Noorderberg 1. De berg in 't noorden 2. Duw niet mee die grote wagen 3. Somberheid 4. Trommen en bellen 5. Het distelveld 6. Ten zuiden van de bergen 7. Het grote veld 8. De grote akker 9. Zie de Luo-rivier! 10. Hoe prachtig die bloemen                                                             | |
| 7    | 215-224 | Sang hu zhishi (桑扈之什) 1. (215) Sang hu (桑扈) 2. (216) Yuan yang (鴛鴦) 3. (217) Kui bian (頍弁) 4. (218) Che xia (車舝) 5. (219) Qing ying (青蠅) 6. (220) Bin zhi chu yan(賓之初筵) 7. (221) Yu zao (魚藻) 8. (222) Cai shu (采菽) 9. (223) Jiao gong (角弓) 10. (224) Wan liu (菀柳)                                  | Het tiental van De goudvinken 1. De goudvinken 2. Mandarijneenden 3. De soldatenmuts 4. De naafpen van de wagen 5. De blauwe vliegen 6. De gasten zetten zich op hun mat 7. De vissen en de waterplanten 8. Peulen plukken 9. De hoornen boog 10. De weelderige wilg                                                        | Sang hu betekent letterlijk moerbei-gasten |
| 8    | 224-234 | Du ren shi zhishi (都人士之什) 1. (225) Du ren shi (都人士) 2. (226) Cai lu (采綠) 3. (227) Shu miao (黍苗) 4. (228) Xi sang (隰桑) 5. (229) Bai hua (白華) 6. (230) Mian man (綿蠻) 7. (231) Hu ye (瓠葉) 8. (232) Jian jian zhi shi (漸漸之石) 9. (233) Tiao zhi hua (苕之華) 10. (234) He cao bu huang (何草不黃)         | Het tiental De ambtenaren van de hoofdstad 1. De ambtenaren van de hoofdstad 2. Kruiden zoeken 3. De scheuten van de pluimgierst 4. De moerbei in het dal 5. Witte bloemen 6. Afgemat 7. De kalebasbladeren 8. Woest en steil zijn deze rotsen 9. De bloemen van de trompetboom 10. Welke planten worden niet geel?         | |

### Grote lofzangen
Er zijn 31 grote lofzangen (Daya, 大雅). Zij stammen uit de tiende en negende eeuw v.Chr.
| Boek | Nr.     | Titel | Vertaling | Opmerkingen |
| ---- | ------- | --- | --- | ----------- |
| 1    | 235-244 | Wen wang zhishi (文王之什) 1. (235) Wen Wang (文王) 2. (236) Da ming (大明) 3. (237) Mian mian (緜緜) 4. (238) Yu pu (棫樸) 5. (239) Han lu (旱麓) 6. (240) Si zhai (思齊) 7. (241) Huang yi (皇矣) 8. (242) Ling tai (靈臺) 9. (243) Xia wu (下武) 10. (244) Wen Wang you sheng (文王有聲) | Het tiental van Koning Wen 1. Koning Wen 2. Stralend licht 3. Al maar meer 4. Het eikenbosje 5. De voet van de heuvel Han 6. Met eerbied denk ik 7. De verheven heerser hierboven 8. De wondertoren 9. In dalende lijn 10. Koning Wen heeft een klinkende naam |             |
| 2    | 245-254 | Sheng min zhishi (白華之什) 1. (245) Sheng min (生民) 2. (246) Xing wei (行葦) 3. (247) Ji jui (既醉) 4. (248) Fu yi (鳧鷖) 5. (249) Jia le (假樂) 6. (250) Gong Liu (公劉) 7. (251) Jiong zhuo (泂酌) 8. (252) Juan a (卷阿) 9. (253) Min lu (民勞) 10. (254) Ban (板)                     | Het tiental van De geboorte van het volk 1. De geboorte van 't volk 2. Riethalmen langs de weg 3. Nu wij dronken zijn 4. Wilde eenden 5. Groot en gelukkig 6. Vorst Liu 7. De overlopende poel 8. Rond de bergkam 9. Het volk is afgebeuld 10. Vervorming      |             |
| 3    | 255-265 | Dang zhishi (蕩之什) 1. (255) Dang (蕩) 2. (256) Yi (抑) 3. (257) Sang rou (桑柔) 4. (258) Yun Han (雲漢) 5. (259) Song gao (崧高) 6. (260) Zheng min (烝民) 7. (261) Han yi (韓奕) 8. (262) Jiang Han (江漢) 9. (263) Chang wu (常武) 10. (264) Zhan yang (瞻卬) 11. (265) Shao min (召旻) | Het tiental Ontzaglijk 1. Ontzaglijk 2. Beheerst en waardig 3. De jonge moerbei 4. De Hemelse Han 5. Hoog is Song 6. Het grote volk 7. Het prachtige Han 8. Jiang en Han 9. Het trouwe leger 10. Eerbiedig opzien naar Hemel 11. Heb medelijden!               |             |

### Hymnen
Er zijn 40 hymnen (頌, Song) of feestliederen. Dit zijn de oudste liederen uit de verzameling en stammen waarschijnlijk uit de tiende eeuw v.Chr.
| Boek | Nr.     | Titel | Vertaling | Opmerkingen |
| ---- | ------- | --- | --- | ----------- |
| 1    | 266-274 | Zhou song qingmiao zhishi (周頌清廟之什) 1. (266) Qing Miao (清廟) 2. (267) Wei Tian zhi ming (維天之命) 3. (268) Wei qing (維清) 4. (269) Lie wen (烈文) 5. (270) Tian zuo (天作) 6. (271) Hao Tian you cheng ming (昊天有成命) 7. (272) Wo jiang (我將) 8. (273) Shi mai (時邁) 9. (274) Zhi jing (執競) 10. (275) Si wen (思文) | De hymnen van Zhou. Het tiental van de Tempel der Zuiverheid 1. De Tempel der Zuiverheid 2. De opdracht des Hemels 3. Helden 4. Grootse koningen en heersers 5. Hemel schiep 6. Verheven Hemel 7. Wij bieden 8. Nu gaat hij ... 9. Vastberaden en sterk 10. Hoogverheven    |             |
| 2    | 276-285 | Zhou song cheng gong zhishi (周頌臣工之什) 1. (276) Chen gong (臣工) 2. (277) Yi xi (噫嘻) 3. (278) Zhen lu (振鷺) 4. (279) Feng nian (豐年) 5. (280) You gu (有瞽) 6. (281) Qian (潛) 7. (282) Yong (雝) 8. (283) Zai jian (載見) 9. (284) You ke (有客) 10. (285) Wu (武)                                                        | De hymnen van Zhou. Het tiental van de Ambtenaren en werkers 1. Ambtenaren en werkers 2. O zie toch! 3. De vlucht witte reigers 4. Jaar van overvloed 5. Er zijn blinde muzikanten 6. Diep verborgen 7. Eensgezind 8. Zij verschijnen 9. Daar is een gast 10. Koning Wu     |             |
| 3    | 286-296 | Zhou song min yu xiaozi zhishi (商頌周頌閔予小子之什) 1. (286) Min yu xiao zi (閔予小子) 2. (287) Fang luo (訪落) 3. (288) Jing zhi (敬之) 4. (289) Xiao bi (小毖) 5. (290) Zai shan (載芟) 6. (291) Liang si (良耜) 7. (292) Si yi (絲衣) 8. (293) Zhuo (酌) 9. (294) Huan (桓) 10. (295) Lai (賚) 11. (296) Ban (般)             | De hymnen van Zhou. Het tiental Beklagenswaard klein kind 1. Beklagenswaard 2. Smeekbede aan de overledene 3. Wees eerbiedig 4. Onvoorzichtig 5. Er wordt ontgonnen 6. Goede kouters 7. Zijden gewaden 8. Schitterend! 9. Krijgshaftig 10. Geschenk 11. Aard der bestemming |             |
| 4    | 297-300 | Lu song (魯頌) 1. (297) Jiong (駉) 2. (298) You bi (有駜) 3. (299) Pan shui (泮水) 4. (300) Bi gong (閟宮) | Hymnen van het vorstendom Lu 1. Stoer 2. Weldoorvoed 3. De halfronde vijver 4. De gesloten tempel |             |
| 5    | 301-305 | Shang song (商頌) 1. (301) Na (那) 2. (302) Lie zu (烈祖) 3. (303) Xuan niao (玄鳥) 4. (304) Chang fa (長發) 5. (305) Yin wu (殷武) | Hymnen van het vorstendom Shang 1. Zie eens aan! 2. Doorluchte vaderen 3. De zwarte vogel 4. Lang voorbestemd 5. Krijgshaftige Yin |             |